# Cratere Haldane (Marte)
Haldane è un cratere sulla superficie di Marte.
Il cratere è dedicato al medico britannico John Burdon Sanderson Haldane.